# 발랸친 뱔케비치
발랸친 미칼라예비치 뱔케비치(벨라루스어: Валянцін Мікалаевіч Бяльке́віч, 러시아어: Валенти́н Никола́евич Бельке́вич 발렌틴 니콜라예비치 벨케비치[*], 1973년 1월 27일~2014년 8월 1일)은 벨라루스의 축구 선수, 지도자로 현역 시절 포지션은 미드필더이다. 디나모 민스크와 디나모 키이우 소속으로 프로 선수로 활동했고 벨라루스 축구 국가대표팀 소속으로 국제 경기에 출전했다.

## 구단 경력
디나모 민스크 유스를 거쳐 민스크에서 프로 선수로 경력을 시작했다. 1994년 9월 UEFA컵 경기를 마치고 실시한 도핑 테스트에서 단백동화 스테로이드가 검출되어 유럽 축구 연맹으로부터 출장 금지 1년 징계를 받았다.
1996년 디나모 키이우로 이적했고 2008년까지 활동하면서 200경기 이상 출전했다. 이후 2008년에 인테르 바쿠로 이적했고 1년간 뛴 후에 은퇴했다.

## 국가대표팀 경력
1992년 벨라루스의 독립 후 구성된 첫 축구 국가대표팀 선수로 발탁되었으며 7월 20일 벨라루스의 첫 국제 A매치인 리투아니아 대표팀과의 친선 경기에 출전했다.
1994년 5월 우크라이나와의 원정 경기에서 A매치 데뷔골을 기록했으며 2005년 9월 7일에 열린 이탈리아와의 2006년 FIFA 월드컵 예선 경기가 마지막 국가대표 경기가 되었다. 뱔케비치는 A매치 통산 56경기에 출전했고 10골을 넣었다.

## 개인사
2004년에 우크라이나의 가수 안나 세도코바와 결혼했다. 2004년 12월 8일에 딸이 태어났으나 2006년에 이혼했다. 2008년에 우크라이나 시민권을 취득하고 디나모 키이우 축구 아카데미 계속 일했다.
2014년 8월 1일 동맥류로 인해 사망했다.